# خوروشیه
خوروشیه (به لاتین: Khorosheye) یک منطقهٔ مسکونی در روسیه است که در سرزمین آلتای واقع شده‌است.